# Erythrina velutina
Erythrina velutina es una especie de árbol leguminoso del género Erythrina, nativo de Brasil, Perú, Ecuador. Colombia, Venezuela y La Hispaniola.

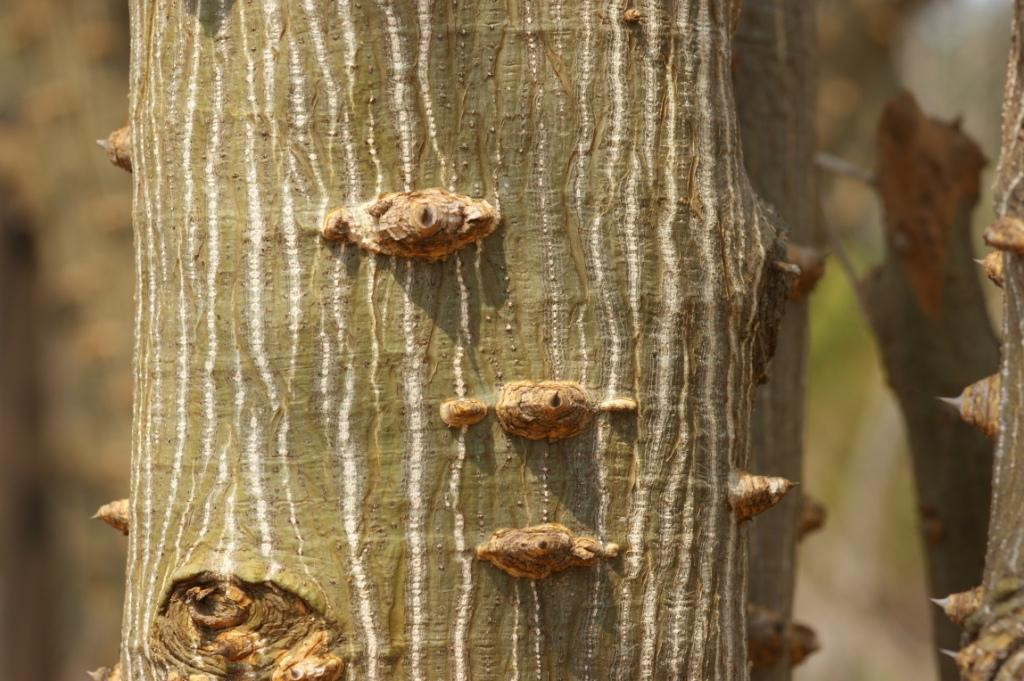
Detalle del tronco

## Descripción
Árbol perennifolio de 8-12 m de altura. Las ramas poseen cortas espinas. Las hojas constan de 3 folíolos rómbico-ovados, con el envés tomentoso-escamoso, de 5-15 cm de longitud y casi otros tantos de ancho. El ápice es redondeado y emarginado y su textura es subcoriácea. Las inflorescencias, que aparecen antes que las hojas, son terminales de 15-25 cm de longitud con 10 a 26 flores carnosas en cada una de color rojizo-anaranjado. Diariamente, abren de 1 a 8 flores y permanecen abiertas durante dos días, aunque producen néctar el primer día solamente. Fruto en legumbre tomentosa, irregularmente comprimida entre las semillas, de unos 10-13 cm de longitud. Semillas rojizas. 

## Distribución y hábitat
Especie nativa de Brasil, Perú, Ecuador, Colombia, Venezuela y La Hispaniola e introducido en buena parte del Caribe, Uganda y Sri Lanka. 

En Ecuador esta especie habita en los bosques secos de la provincia del Guayas, existen 2 árboles de unos 30 años de edad exhibidos en el Jardín Botánico de Guayaquil. 

## Usos
En el noreste de Brasil, la corteza de E. velutina se utiliza en la medicina tradicional contra la somnolencia, convulsiones , tos nerviosa, y la excitación nerviosa. La recolección de la corteza para fines medicinales es una amenaza para la supervivencia de la especie, por esta razón, varios estudios científicos sobre los efectos medicinales del árbol se han utilizado extracto de las hojas en su lugar. En ratones y ratas de laboratorio, E. velutina en extracto prolonga el sueño, inhibe la actividad motora, e inhibe la memoria.

## Depredadores naturales
El Noronha Escinco basa su alimentación en el néctar de esta planta, favoreciendo la polinización de la misma.

## Taxonomía
Erythrina velutina fue descrita por Carl Ludwig Willdenow y publicado en Der Gesellsschaft Naturforschender Freunde zu Berlin, neue Schriften 3: 426. 1801.
Etimología
Erythrina: nombre genérico que proviene del griego ερυθρóς (erythros) = "rojo", en referencia al color rojo intenso de las flores de algunas especies representativas.
velutina: epíteto latino que significa "aterciopelado" 
Sinonimia
- Chirocalyx velutinus Wallp.
- Corallodendron velutinum (Willd.) Kuntze
- Erythrina aculeatissima Desf.
- Erythrina aurantica Ridl.
- Erythrina splendida Diels

## Nombres comunes
- Cuba: piñón real[5]
- Ecuador: Pepito Colorado (por el color de sus flores y semillas).

Palo prieto (sus flores son conocidos como "Gallitos" por su forma que se asemejan a las de un gallo).
- Venezuela: bucaré de anauco,[5] bucare velludo